# Pitarenus cordatus
Pitarenus cordatus là một loài sò trong họ Veneridae. Loài này có thể được tìm thấy khắp vịnh Mexico và Florida Keys. 